# Michel Germa
Michel Germa, né le 19 mai 1929 à Vitry-sur-Seine et mort le 29 janvier 2007 à Antony, est un homme politique français.
Membre du Parti communiste français, il est conseiller général du canton de Vitry-sur-Seine-Est de 1967 à 2001 et président du Conseil général du Val-de-Marne de 1976 à 2001.

## Biographie
Fils d'un ouvrier horticulteur et d'une blanchisseuse, Michel Germa devient pupille de la Nation après la mort de son père en 1939. Admis à l'École Estienne en 1944, il obtient un CAP de conducteur typographe.
Il participe à la Résistance dès l’âge de 15 ans et manifeste notamment avec les cheminots de Vitry le 14 juillet 1944. Il adhère un mois plus tard au Parti communiste français et à la Jeunesse communiste. Formé à l'école fédérale, puis à l'école centrale du parti, il prend des responsabilités à l'échelon local et départemental.
Il est élu au Conseil général du Val-de-Marne à sa création, le 24 septembre 1967 et accède à la présidence de l'assemblée départementale le 18 mars 1976, succédant à Roland Nungesser. Son successeur est Christian Favier, élu en mars 2001. À ce poste, il crée les premiers services culturels et archéologiques départementaux, et conçoit le Musée d'art contemporain du Val-de-Marne à Vitry-sur-Seine.
Il s'attache notamment à la petite enfance, en augmentant le nombre de crèches, et luttant contre la mortalité infantile, et à l'environnement, en multipliant la surface des espaces verts et en dotant le département d'un service public de l'eau.
Très affecté par l'incendie du collège Edouard-Pailleron en 1973, qui avait causé la mort de 20 personnes (16 collégiens et 4 adultes), Michel Germa décide de donner la priorité budgétaire durant plusieurs années, à la reconstruction de tous les collèges industrialisés sur structures métalliques du même type que celui de la rue Pailleron, se trouvant dans le département du Val-de-Marne dont il est le président. Ces travaux de reconstruction s'accompagnent d'une réhabilitation et d'une mise en sécurité de tous les autres collèges du département (une centaine). Cette priorité est totalement assurée et il n'existe plus aucun collège de "construction modulaire" (de type "Pailleron", Bender, Fillod...) dans le département du Val-de-Marne
Vice-président de l'Association des amis du musée de la Résistance nationale de Champigny-sur-Marne, Michel Germa avait perdu son frère aîné, Daniel Germa, résistant communiste, déporté à Auschwitz en 1942 par le convoi des 45 000.
Il meurt le 29 janvier 2007 des suites d'un cancer à l'âge de 77 ans.

## Honneurs
- Officier de la Légion d'honneur
- Chevalier de l'ordre des Palmes académiques[7]